# 灰腿穴䳍
是䳍科穴䳍屬的一种鸟类。

## 特征
灰腿穴䳍体重约426克，翼长约162.9毫米，嘴峰长约31.2毫米，喙宽度约5.4毫米，喙厚度约5.6毫米，跗蹠长约48.9毫米，尾长约41.5毫米。灰腿穴䳍在其分布区内为留鸟，其栖息在密集的灌木丛中。食性为草食性。

## 分布
哥伦比亚中东部至委内瑞拉南部的热带森林。